# Beñat Arrayet
Pas d'image ? Cliquez ici

a Compétitions nationales et continentales officielles uniquement.

Dernière mise à jour le 11 janvier 2017.
Beñat Arrayet (né le 20 mai 1980) est un joueur français de rugby à XV évoluant au poste de demi d'ouverture.

## Biographie
Beñat Arrayet est originaire d'Ordiarp en Soule et a été formé au Sport athlétique mauléonais, club de Mauléon-Licharre.

## Sélections nationales
- International -19 ans[réf. nécessaire]
- International -21 ans[réf. nécessaire]